# WrestleMania IX
WrestleMania IX – dziewiąta gala wrestlingu z cyklu WrestleMania, wyprodukowana przez federację World Wrestling Federation. Odbyła się 4 kwietnia 1993 w Caesars Palace w Paradise w stanie Nevada. Była pierwszą WrestleManią odbywającą się w niezadaszonej hali; ta została wybudowana na terenie kasyna specjalnie na potrzeby wydarzenia. Motyw gali nawiązywał do kultury Starożytnego Rzymu.
Na kartę wydarzenia składało się dziesięć walk, z czego jedna nie została wyemitowana (był to tzw. dark match). Galę promowała walka wieczoru, w której WWF World Heavyweight Champion Bret Hart miał bronić tytułu przeciwko Yokozunie, oraz powrót Hulka Hogana do federacji. Po zakończeniu walki wieczoru Hogan zmierzył się z jej zwycięzcą w improwizowanym pojedynku i ostatecznie zdobył główne mistrzostwo WWF.
Wydarzenie spotkało się z mieszanymi i negatywnymi opiniami krytyków i fanów. Najczęściej krytyce podlegało starcie między The Undertakerem a Giantem Gonzálezem, zdobycie mistrzostwa przez Hulka Hogana oraz rzymskie togi komentatorów. Gala uznawana jest za jedną z najgorszych WrestleManii w historii.

## Produkcja

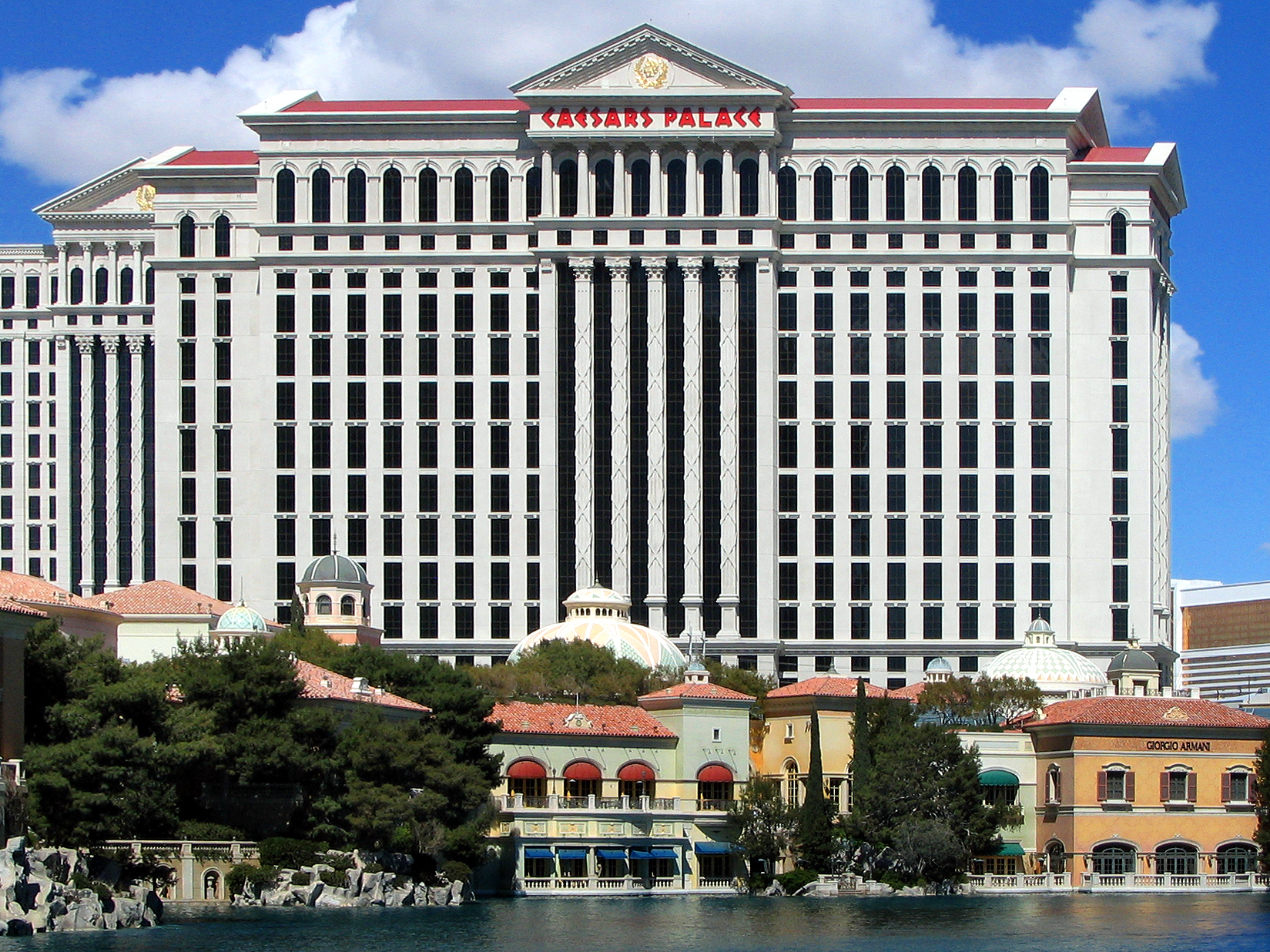
WrestleMania IX odbyła się w specjalnie wybudowanym amfiteatrze przy Caesars Palace.

### Przygotowania
WrestleMania IX była pierwszą w historii cyklu galą organizowaną w niezadaszonej arenie, kolejną tego typu galą federacji była WrestleMania XXIV z 2008. Jako że wydarzenie miało odbyć się w Caesars Palace (pl. Pałacu Cezara), zadecydowano, że motywem gali będzie kultura Starożytnego Rzymu. Wydarzenie promowano jako „największe toga party w historii”. Trybuny, ring i scenografia zostały wybudowane tak, by wyglądem przypominały rzymski amfiteatr, komentatorzy prowadzili galę ubrani w togi, konferansjer Howard Finkel jednorazowo przyjął pseudonim „Finkus Maximus”, podczas wejść wrestlerów pojawiali się rzymscy żołnierze, trębacze i dzikie zwierzęta. W przeciwieństwie do WrestleManii z poprzednich lat, całkowicie zrezygnowano z udziału celebrytów w organizacji i promocji wydarzenia. 3 kwietnia, w przeddzień gali, zorganizowano spotkanie z wrestlerami, na które zjawiło się ponad 6 tysięcy fanów.
WrestleMania IX oferowała walki profesjonalnego wrestlingu z udziałem różnych wrestlerów z istniejących oskryptowanych rywalizacji i storyline’ów. Wrestlerzy byli przedstawieni jako heele (negatywni, źli zawodnicy i najczęściej wrogowie publiki) i face’owie (pozytywni, dobrzy i najczęściej ulubieńcy publiki), którzy rywalizują pomiędzy sobą w seriach walk mających w budować napięcie. Punktem kulminacyjnym rywalizacji są walki na galach pay-per-view lub serie pojedynków.

### Rywalizacje

#### The Mega-Maniacs vs. Money Inc.
15 lutego 1993 Brutus Beefcake powrócił do WWF po trzyletniej przerwie, spowodowanej wypadkiem i operacją rekonstrukcyjną twarzy. Podczas Raw zmierzył się z Tedem DiBiasem, po walce DiBiase wraz z Irwinem R. Schysterem zaatakowali Beefcake’a, szczególnie skupiając się na twarzy ofiary. Menedżer Money Inc. Jimmy Hart zdołał odwieść swoich podopiecznych od Beefcake’a, sam jednak został zaatakowany chwilę później. W kolejnym tygodniu do WWF powrócił Hulk Hogan. Połączył siły z Beefcakiem i Hartem, tworząc drużynę The Mega-Maniacs i wyzywając Money Inc. na walkę o będące w posiadaniu rywali WWF Tag Team Championship.

#### Bret Hart vs. Yokozuna
Yokozuna zadebiutował w WWF w październiku 1992, od pierwszego występu kreowany był przez federację na niepokonanego monster heela. Podczas gali Royal Rumble w styczniu 1993 wygrał Royal Rumble match, tym samym zdobywając prawo do walki z WWF World Heavyweight Championem Bretem Hartem na nadchodzącej WrestleManii. W marcu zawodnicy podpisali kontrakt na walkę, po czym wdali się w bójkę, z której zwycięsko wyszedł Yokozuna.

## Przebieg gali

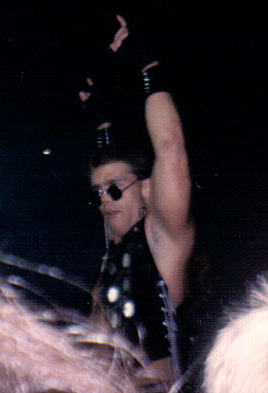
Shawn Michaels bronił WWF Intercontinental Championship w pierwszej walce gali.

Przed rozpoczęciem transmisji na żywo fani zgromadzeni przy Caesars Palace mogli obejrzeć pojedynek między El Matadorem a Papą Shango. Rolę gospodarza gali pełnił Gorilla Monsoon, przy stoliku komentatorskim zasiedli debiutujący w WWF Jim Ross, Bobby Heenan oraz Randy Savage. Dwaj ostatni otrzymali własne, specjalne wejścia do ringu; Randy Savage został przewieziony w pobliże ringu na lektyce przez rzymskich strażników, Bobby Heenan dotarł do stolika jadąc tyłem na wielbłądzie. Obowiązki konferansjerskie pełnił „Finkus Maximus” Howard Finkel, zaś wywiady zza kulis przeprowadzał „Mean” Gene Okerlund. Wedle tradycji WrestleManię rozpoczęła pieśń „America the Beautiful”, tym razem w wykonaniu aktorki i piosenkarki Diahann Carroll.

### Główna karta
Openerem gali było starcie o WWF Intercontinental Championship między mistrzem Shawnem Michaelsem a pretendentem Tatanką. Michaelsowi towarzyszyła nowa menedżerka – Luna Vachon, natomiast Tatance – Sensational Sherri. Podczas walki Vachon dwukrotnie próbowała interweniować, lecz jej próby zostały powstrzymane przez Sherri. Tatanka skupił się na lewej ręce przeciwnika, wykorzystując kombinacje uderzeń i wielokrotnie zakładając dźwignię armbar. Michaels zdołał odeprzeć atak i był bliski przypięcia rywala z zaskoczenia. Mistrz wyrzucił przeciwnika z ringu i próbował wykonać na nim atak powietrzny; Tatanka odsunął się, a Michaels uderzył o krawędź ringu. Mistrz nie zdołał wrócić do kwadratowego pierścienia przed upływem dziesięciu sekund, lecz tuż przed zakończeniem liczenia wyciągnął arbitra z ringu. Michaels i Tatanka kontynuowali walkę, wkrótce jednak ogłoszono wygraną pretendenta poprzez wyliczenie pozaringowe. Tatanka wygrał pojedynek, lecz mistrzostwo pozostało w rękach Michaelsa dzięki tzw. przewadze mistrza. Po zakończeniu starcia menedżerki zawodników wdały się w bójkę.
Bracia Steiner (Rick i Scott) pokonali The Headshrinkers (Samu i Fatu) po czternastu minutach walki; Scott Steiner przypiął Samu po wykonaniu na nim Frankensteinera.
Crush zaatakował Klauna Doinka (Matt Osborne) przed rozpoczęciem walki, co pomogło mu w zyskaniu przewagi. Starcie zakończyło się nieczysto; Doink uderzył sędziego, dzięki czemu drugi klaun (Steve Keirn) mógł zainterweniować w walce. Zaatakował Crusha protezą ręki, co pozwoliło prawdziwemu Doinkowi na przypięcie oponenta, kiedy tylko sędzia wrócił do sił.
Razor Ramon i Bob Backlund zmierzyli się ze sobą w najkrótszej walce gali; Ramon wygrał walkę w niecałe cztery minuty, przypinając oponenta za pomocą small package.
Money Inc. (Ted DiBiase i Irwin R. Schyster) bronili WWF Tag Team Championship w walce z The Mega-Maniacs (Hulkiem Hoganem i Brutusem Beefcakiem). Beefcake zawalczył w metalowej masce ochronnej, uwadze komentatorów nie umknęło widocznie podbite oko Hogana. Money Inc. szybko zdobyło przewagę, lecz utraciło ją kiedy DiBiase zranił samego siebie uderzając w maskę Beefcake’a. Drużyny kontynuowały chaotyczną bójkę dopóki mistrzowie nie zostali wyliczeni poza ringiem. Sędzia Earl Hebner ogłosił jednak, że pozbawi Money Inc. mistrzostw jeśli nie wrócą do ringu. DiBiase wrócił między liny i pozbawił Hogana przytomności wykorzystując Million Dollar Dream. Beefcake przerwał dźwignię, szybko jednak został zaatakowany i siłą pozbawiony maski. W wyniku zamieszania w ringu sędzia został przypadkowo powalony. Hogan zaatakował obu przeciwników maską Beefcake’a, lecz z powodu niedyspozycji sędziego nie mógł zdobyć przypięcia. Menedżer Mega-Maniacs Jimmy Hart szybko przebrał się za arbitra, uderzył trzykrotnie w matę i ogłosił Hogana i Beefcake’a zwycięzcami. Wkrótce jednak oficjalny sędzia zastępczy zdyskwalifikował Hogana za użycie niedozwolonego przedmiotu. Money Inc. obronili mistrzostwa, lecz po oficjalnym zakończeniu starcia zostali wyrzuceni z ringu. Mega-Maniacs otworzyli walizkę Schystera, zaczęli rozrzucać znalezione w niej pieniądze w stronę widowni i mimo przegranej świętowali w ringu.
Lex Luger i Mr. Perfect spotkali się w kolejnej walce gali. Starcie rozpoczął pokaz technicznego wrestlingu; Perfect skupił się na kolanie przeciwnika, natomiast Luger wykonywał ataki wymierzone w plecy i kręgosłup rywala. Perfect zdobył przewagę i był bliski przypięcia Lugera, lecz ten przerwał liczenie kładąc nogę na linie (rope break). Wkrótce to Luger nieczysto przypiął przeciwnika; Perfect również próbował przerwać liczenie rope breakiem, jednak sędzia nie zauważył jego nóg na linie. Po zakończeniu walki Luger kontynuował atak na oponencie, znokautował go swoim przedramieniem, po czym udał się na zaplecze. Perfect dogonił rywala, lecz stał się ataku ze strony Shawna Michaelsa.
Tuż przed walką wieczoru odbyło się starcie między The Undertakerem a Giantem Gonzálezem. Powolna walka olbrzymów zakończyła się po siedmiu minutach, kiedy González pozbawił oponenta przytomności, dusząc go ręcznikiem nasączonym chloroformem. Został zdyskwalifikowany, a po zakończeniu walki zaatakowany przez Undertakera.
Planowana walka Bam Bam Bigelowa z Kamalą nie odbyła się z powodu ograniczonego czasu emisji.

### Walka wieczoru

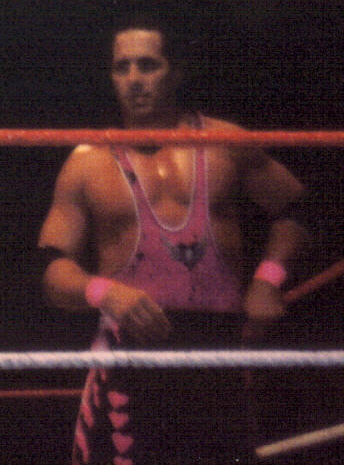
Bret Hart utracił WWF World Heavyweight Championship w walce wieczoru gali.

Zaplanowaną walką wieczoru WrestleManii IX był pojedynek o WWF World Heavyweight Championship między mistrzem Bretem Hartem a pretendentem Yokozuną. W trakcie walki Hart próbował używać ruchów typowych dla stylu technicznego, lecz okazały się one nieskuteczne przeciwko ważącemu ponad 250 kilogramów Yokozunie. Po uniknięciu kilku ruchów pretendenta, Hart zdjął ochraniacz z jednego z narożników i wykorzystał go w swoim kolejnym ataku, po czym założył na przeciwniku Sharpshooter. Menedżer Yokozuny, Mr. Fuji, rzucił sól w oczy Harta, przerywając dźwignię. Pozwoliło to Yokozunie na przypięcie rywala i zdobycie mistrzostwa.
Po walce zza kulis wyszedł zaniepokojony o stan Harta Hulk Hogan. Hart wskazał palcem w stronę ringu, nakazując Hoganowi by wyzwał nowego mistrza. Mr. Fuji próbował rzucić solą w Hogana, lecz zamiast tego trafił w swojego podopiecznego. Hogan wykorzystał okazję i przypiął olbrzyma, kończąc walkę w zaledwie 22 sekund i zdobywając główne mistrzostwo federacji po raz piąty.

## Odbiór gali
Na widowni gali zasiadło 16 891 fanów, co stanowiło znaczny spadek w porównaniu z WrestleManią z poprzedniego roku, która zorganizowana na większej arenie zgromadziła ponad 62 tysięcy widzów. Oglądalność w systemie pay-per-view wyniosła rating 2.0, również niższy w porównaniu do poprzedniego roku. Jednakże, dzięki znacznie podwyższonym cenom biletów, WrestleMania IX przyniosła federacji dochód ponad miliona dolarów.
WrestleMania IX spotkała się z mieszanymi i negatywnymi ocenami krytyków. Szeroko uznawana jest za jedną z najgorszych gal cyklu, krytykowana za słaby booking, nieczyste finisze walk i wygraną Hulka Hogana.
Rob McNew, redaktor serwisu 411mania.com, ocenił wydarzenie na 2½ punktu w skali dziesięciopunktowej i określił ją jako jedną z trzech najgorszych WrestleManii w historii, tuż obok drugiej i jedenastej. Użytkownicy serwisu przyznali wydarzeniu 3 punkty na 10.
John Powell ze SLAM! Wrestling stwierdził, że poza walkami o Intercontinental i Tag Team Championship oraz kobietami towarzyszącymi Lexowi Lugerowi nie było na czym zawiesić oka. Skrytykował też decyzję o ubraniu komentatorów w togi, jak również strój ringowy Gianta Gonzaleza.
Wrestling Observer Newsletter Dave’a Meltzera oceniło wszystkie walki w skali pięciogwiazdkowej. Średnia ocen wyniosła 1¾ gwiazdki. Najlepszą notę otrzymał opener gali – walka Tatanki i Shawna Michaelsa oceniona została na 3½ gwiazdki. Drugim najlepszym starciem była walka wieczoru – ta otrzymała 3 gwiazdki. Najgorzej oceniono pojedynek Razora Ramona z Bobem Backlundem; magazyn przyznał tej walce ocenę ujemnej gwiazdki.

## Wyniki walk

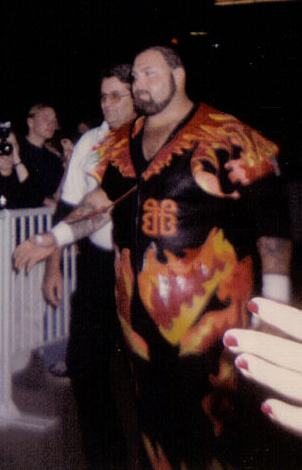
Walka Bam Bam Bigelowa nie odbyła się ze względu na ograniczenie czasu emisji wydarzenia.

| Nr                                                                                    | Wyniki | Stypulacje                                        | Czas  |
| ------------------------------------------------------------------------------------- | --- | ------------------------------------------------- | ----- |
| 1D                                                                                    | El Matador pokonał Papę Shango | Singles match                                     | 8:00  |
| 2                                                                                     | Tatanka (z Sensational Sherri) pokonał Shawna Michaelsa (c) (z Luną Vachon) poprzez wyliczenie pozaringowe                                               | Singles match o WWF Intercontinental Championship | 18:13 |
| 3                                                                                     | The Steiner Brothers (Rick Steiner i Scott Steiner) pokonali The Headshrinkers (Fatu i Samu) (z Afą)                                                     | Tag Team match                                    | 14:22 |
| 4                                                                                     | Doink the Clown pokonał Crusha | Singles match                                     | 8:28  |
| 5                                                                                     | Razor Ramon pokonał Boba Backlunda | Singles match                                     | 3:45  |
| 6                                                                                     | Money Inc. (Irwin R. Schyster i Ted DiBiase) (c) pokonali The Mega-Maniacs (Hulka Hogana i Brutusa Beefcake’a) (z Jimmym Hartem) poprzez dyskwalifikację | Tag Team match o WWF Tag Team Championship        | 18:27 |
| 7                                                                                     | Lex Luger pokonał Mr. Perfecta | Singles match                                     | 10:56 |
| 8                                                                                     | The Undertaker (z Paulem Bearerem) pokonał Gianta Gonzáleza (z Harveyem Wipplemanem) poprzez dyskwalifikację                                             | Singles match                                     | 7:33  |
| 9                                                                                     | Yokozuna (z Mr. Fujim) pokonał Breta Harta (c) | Singles match o WWF Championship                  | 8:55  |
| 10                                                                                    | Hulk Hogan pokonał Yokozunę (c) (z Mr. Fujim) | Singles match o WWF Championship                  | 0:22  |
| (c) – mistrz/mistrzyni przed walkąD – walka była dark matchem (nietransmitowana w TV) | |                                                   |       |